# Nombramiento del general Franco como Jefe del Gobierno del Estado

Escudo de armas de España (versión burocrática) adoptado por el general Franco en 1938.

El nombramiento del general Franco como Jefe del Gobierno del Estado fue decidido el 28 de septiembre de 1936 en una reunión de los altos mandos militares del sector del Ejército que se había sublevado, y que una semana antes lo habían designado como Generalísimo. Los generales votaron nombrarlo «Jefe del Gobierno del Estado, mientras dure la guerra civil», pero en el decreto de la Junta de Defensa Nacional del día 29, publicado en el Boletín Oficial de la Junta de defensa del día 30, se suprimió la acotación «mientras dure la guerra» y se añadió «quien asumirá todos los poderes del nuevo Estado». Al día siguiente, 1 de octubre, en una ceremonia solemne celebrada en la sede de la Capitanía General de Burgos el general Franco fue investido con sus nuevos poderes como «Jefe del Estado», que fue el título que ostentó durante su larga dictadura —el 1 de octubre sería conmemorado oficialmente todos los años como el día de la «Exaltación de Franco a la Jefatura del Estado» o simplemente como «Día del Caudillo»—. «El proceso por el que se llegó a la elección de Franco como jefe militar y político de la sublevación fue complejo y las fuentes históricas han sido bastante poco coincidentes en su descripción y en su cronología».

## Antecedentes

### La Junta de Defensa Nacional
Los militares que se sublevaron en julio de 1936 no habían concretado ningún proyecto político, excepto acabar con la situación existente. Los había monárquicos alfonsinos (como los generales Alfredo Kindelán, Luis Orgaz y Andrés Saliquet) pero también carlistas (como el general José Enrique Varela) e incluso republicanos (como Gonzalo Queipo de Llano y Miguel Cabanellas) —sin embargo, no había ningún general que simpatizara con el fascismo o con Falange— Precisamente esta diversidad es lo que explicaría la indefinición política de la sublevación que no fuera más allá de derribar el gobierno del Frente Popular y acabar con la supuesta amenaza de una revolución proletaria, mediante el establecimiento de una dictadura militar presidida por el general Sanjurjo, exiliado en Portugal. La indefinición política se puso en evidencia durante las conversaciones que antes del golpe mantuvo con los carlistas el general Mola, El director de la conspiración. Aunque éste habló de establecer una «dictadura republicana», ante la insistencia de los carlistas de que los sublevados utilizaran la bandera monárquica, Mola les dijo que irían «sin ninguna». Las ideas que compartían los militares las sintetizó el propio Mola de esta forma: «Somos nacionalistas; nacionalista es lo contrario de marxista». En una alocución radiada el 31 de julio, a los pocos días de la sublevación, dijo: «Quiero que el marxismo y la bandera roja del comunismo queden en las Historia como una pesadilla».
El jefe indiscutido de la sublevación era el general Sanjurjo. Así cuando el aviador Juan Antonio Ansaldo fue a Estoril para llevarlo a España se puso a sus órdenes como jefe del Estado español. Asimismo el general Franco cuando nada más aterrizar en Tánger el 19 de julio para encabezar el Ejército de África decidió enviar a Roma a Luis Bolín para solicitar la ayuda militar de la Italia fascista, le ordenó que pasara antes por Lisboa para informar a Sanjurjo y obtener su autorización, cosa que hizo.
Todo cambió el 20 de julio cuando el general Sanjurjo murió en el accidente que sufrió nada más despegar el avión que iba a trasladarlo a España desde un aeródromo improvisado cercano a Estoril, aunque Ansaldo, el piloto, sobrevivió. Los generales sublevados se quedaron sin jefe y como Franco estaba aislado en el Protectorado de Marruecos, el general Mola asumió la dirección política del golpe. El 24 de julio creó en Burgos una Junta de Defensa Nacional para suplir en parte la carencia de un mando único, presidida por el general de mayor graduación y más antiguo, Miguel Cabanellas, jefe de la División Orgánica de Zaragoza, pero cuya autoridad sobre el resto de generales era puramente nominal. Junto a Mola y Cabanellas formaban parte de la Junta el general Saliquet, el general Ponte, el general Dávila, el coronel Montaner y el coronel Moreno Calderón. De la Junta quedaron excluidos los civiles debido a que era un organismo provisional, como lo demostraría el hecho de que no tomó «ninguna decisión verdaderamente irreversible». La Junta «sólo pretendía asegurar las mínimas funciones administrativas hasta que la esperada ocupación de Madrid permitiese hacerse con los órganos centrales estatales residentes en la capital». La dirección de las operaciones militares siguió en manos de los generales que mandaban las tres zonas que habían quedado en poder de los sublevados, y la Junta se limitó a confirmarlos en sus puestos.
En realidad el poder efectivo de la Junta se reducía a la zona norte, controlada por Mola, ya que en el sur el general Queipo de Llano había constituido de facto una especie de virreinato sobre Andalucía Occidental con capital en Sevilla y el general Franco era el jefe supremo de las fuerzas del Protectorado español de Marruecos. De hecho los generales Franco y Queipo de Llano, junto con el general Orgaz, no se incorporaron a la Junta hasta el 3 de agosto, el mismo día en que Franco estableció su cuartel general en Sevilla.
En el primer decreto que promulgó la Junta declaró que asumía «todos los poderes del Estado» y en los siguientes —llegó a promulgar 142— extendió a toda España el estado de guerra —lo que sirvió de base para someter a consejos de guerra sumarísimos a todos los que se opusieran a la rebelión militar—, ilegalizó los partidos y sindicatos del Frente Popular y prohibió todas las actuaciones políticas y sindicales obreras y patronales de las organizaciones que habían apoyado el golpe «mientras duren las actuales circunstancias». La Junta también nombró un gabinete de prensa y propaganda al que se incorporó Joaquín Arrarás, futuro cronista de la «Cruzada». Su órgano de radio fue Radio Castilla, cuya sede también estaba en Burgos, cabeza de la VI División Orgánica.
Sin embargo, las dos potencias que apoyaron a los sublevados, la Italia fascista y la Alemania nazi, no trataron con la Junta de Defensa sino directamente con el general Franco, ya que fueron sus enviados a Roma y a Berlín, y no los de Mola, los que consiguieron su intervención en el conflicto.
Pronto se planteó la necesidad de lograr la unidad de mando y «constituir un gobierno más sustancial que la Junta de Burgos». Según Enrique Moradiellos, «los triunfos militares cosechados y la expectativa de un próximo asalto final sobre Madrid plantearon a los generales la necesidad de concentrar la dirección estratégica y política en un mando único para aumentar la eficacia del esfuerzo de guerra. Una mera situación de fuerza como la representada por la Junta de generales no podía prolongarse sin riesgos internos y diplomáticos». Un punto de vista compartido por Julio Aróstegui: «Avanzada la lucha, habiendo cambiado las circunstancias militares por las fuerzas del sur, y dado el carácter de la Junta, la unificación del mando de la sublevación era la necesidad más perentoria por motivos militares, políticos e internacionales».

### El ascenso del general Franco (julio-septiembre de 1936)

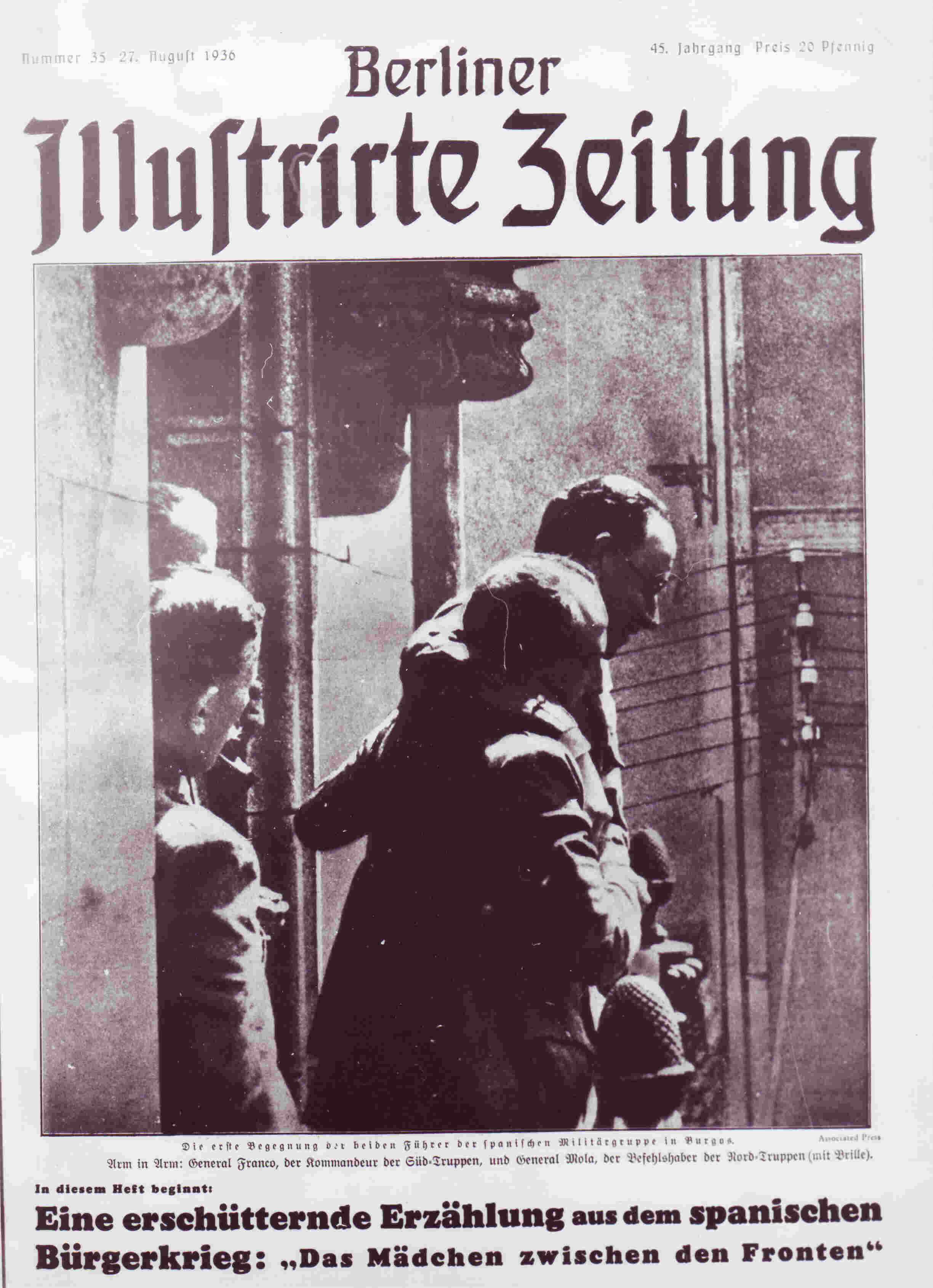
Mola junto al general Franco en una aparición en Burgos el 27 de agosto de 1936, recogida por el periódico alemán Berliner Illustrirte Zeitung. Mola es el que sobresale por la derecha.

Durante los meses previos a la sublevación de julio de 1936 el general Franco consideró que el golpe que estaba organizando el general Mola, no había «más remedio que hacerlo para adelantarse al movimiento comunista que está bien preparado y pendiente de los soviets para desencadenarlo», pero también creía que sería «muy difícil y muy sangriento y durará bastante», tal como le confesó en privado a su ayudante Francisco Franco Salgado-Araujo, Pacón, nada más hacerse cargo de la comandancia de las Islas Canarias a donde había sido destinado por el gobierno del Frente Popular y donde había sido recibido por las fuerzas de izquierda con abucheos y con pancartas que denunciaban al «carnicero de Asturias». Lo mismo le dijo al general Orgaz, que se encontraba en Canarias cumpliendo el destierro ordenado por el gobierno: «Estás completamente equivocado, va a ser enormemente difícil y muy sangriento. No contamos con todo el ejército, la intervención de la Guardia Civil se considera dudosa y muchos oficiales se pondrán de lado de la autoridad constitucional, algunos porque es más cómodo; otros a causa de sus convicciones. No se debe olvidar de que el soldado que se rebela contra la autoridad constitucional nunca puede echarse atrás ni rendirse, porque será fusilado sin pensárselo dos veces».
Franco respetaba la jefatura de Sanjurjo y al parecer a lo que aspiraba tras el triunfo del golpe era al cargo de alto comisario de Marruecos. Por otro lado, como el resto de los militares conjurados, consideraba que el Ejército no estaba sometido al poder civil. Así cuando estando de camino de su nuevo destino como comandante general de las Islas Canarias llegó a Cádiz el 9 de marzo de 1936 le recriminó al gobernador militar que no hubiera sacado las tropas a la calle para acabar con los tumultos que se estaban produciendo en la ciudad, durante los cuales varias iglesias habían sido incendiadas —lo que Franco calificó de «crimen sacrílego»— y cuando éste le contestó que «tenía órdenes de no intervenir» Franco le replicó: «Estas órdenes, por ser indignas, no las debe cumplir ningún jefe de nuestro Ejército», y se negó a darle la mano.
Tras conocer en la madrugada del sábado 18 de julio de 1936 que había triunfado la sublevación en Melilla, en Ceuta y en el Protectorado español de Marruecos, Franco declaró el estado de guerra en Canarias y envió un telegrama a los cuarteles generales de las ocho divisiones orgánicas y a los restantes centros militares importantes de la península animándoles a sumarse a la rebelión:

Gloria al Ejército de África. España por encima de todo. Recibe el entusiasta saludo de estas guarniciones que se unen a ti y a otros camaradas de la península en estos momentos históricos. Fe ciega en nuestro triunfo. Viva España con honor. General Franco.

Inmediatamente envió a Roma a Luis Bolín para pedir la ayuda de la Italia fascista. En la entrevista que mantuvo con el conde Ciano el 21 de julio, Bolín le aseguró que tras la muerte de Sanjurjo, que se había producido el día anterior, Franco sería el jefe del alzamiento, lo que le confirmó el representante italiano en la zona internacional de Tánger que en los telegramas que le envió llamó a la sublevación rebelión «franquista» y «movimiento de Franco». Lo mismo sucedió en el caso alemán, ya que el cónsul germano en Tetuán cursó la petición de ayuda de aviones para que las tropas rebeldes pudieran cruzar el estrecho de Gibraltar «en nombre del general Franco y de España». De esta forma, «Franco surgió como el hombre que contaba con el respaldo internacional».
El 22 de julio el general Franco le dijo en Tetuán al alemán Adolf Langeheim —uno de los agentes que irían a Berlín a pedir la ayuda de Hitler— que se establecería un Directorio militar presidido por él y del que formarían parte los generales Mola y Queipo de Llano —Franco admiraba la obra de la Dictadura de Primo de Rivera de la que dijo que habían sido los «únicos seis años de buen gobierno» que había habido en España—. Sin embargo, el 24 de julio se formó la Junta de Defensa Nacional y del Directorio ya no se volvió a hablar.
El 27 de julio el general Franco concedió su primera entrevista al periodista norteamericano Jay Allen en Tetuán, capital del Protectorado de Marruecos. Cuando Allen le preguntó sobre cuánto duraría la guerra una vez que el golpe había fracasado, Franco contestó: «No puede haber acuerdo ni tregua. Seguiré preparando mi avance hacia Madrid. Avanzaré. Tomaré la capital. Salvaré a España del marxismo a cualquier precio». «He sufrido reveses, la deserción de la flota fue un golpe duro, pero seguiré avanzando. Poco a poco mis tropas pacificarán el país y todo esto pronto parecerá una pesadilla». Cuando Allen le repreguntó «¿Significa eso que tendrá que matar a media España?» un Franco sonriente contestó: «Le repito, a cualquier precio». Más tarde le comentó a su primo y ayudante Franco Salgado-Araujo: «En septiembre volveremos a las Canarias, felices y contentos, después de obtener un rápido triunfo sobre el comunismo». Pero Franco mostró sus ambiciones políticas cuando les dijo a unos agentes alemanes en Marruecos «que le considerasen no sólo el salvador de España sino también el salvador de Europa de la expansión del comunismo».
El 1 de agosto de 1936 se produjo un incidente por el que Mola se granjeó la hostilidad de los generales monárquicos, lo que allanaría el camino hacia el mando único del general Franco. Ese día llegó a Burgos —según Hugh Thomas, a Pamplona—, en un lujoso coche conducido por su chófer, don Juan de Borbón, tercer hijo del rey Alfonso XIII en el exilio desde 1931, con la pretensión de alistarse en las filas del ejército sublevado —bajo el seudónimo de Juan López—. La reacción de Mola fue ordenar que lo devolvieran a la frontera, bajo la amenaza de que si volvía a entrar en España, le haría fusilar «con todos los honores que a su elevado rango correspondan».

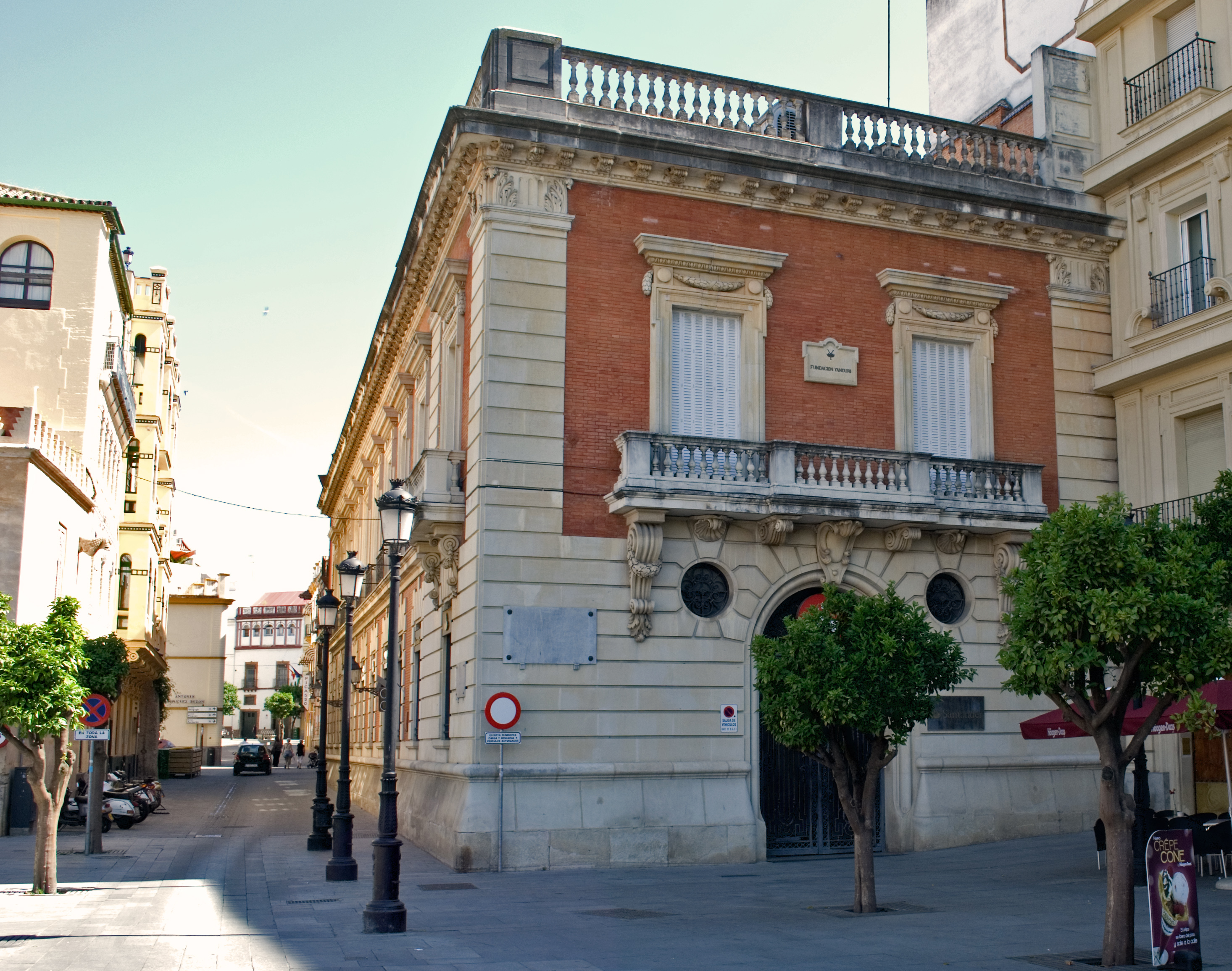
Palacio de los Marqueses de Yanduri, en Sevilla. Fue la sede del primer Cuartel General de Franco en la Península (entre el 7 y el 26? de agosto de 1936.

El 7 de agosto, dos días después del éxito del «convoy de la victoria», el general Franco instaló en Sevilla su Cuartel General. Escogió el espléndido palacio de los marqueses de Yanduri, lo que contrastaba con la modesta vivienda en la que vivía el virrey de Andalucía Queipo de Llano. Allí formó un embrión de Estado Mayor integrado por sus dos ayudantes, Pacón y el comandante Carlos Díaz Varela, el coronel Martín Moreno y los generales Alfredo Kindelán y José Millán Astray.
El 11 de agosto, cuando se estableció el contacto telefónico entre las dos zonas sublevadas, Franco y Mola conversaron personalmente y este último le cedió el control de los suministros que provenían del extranjero. Cuando uno de los ayudantes de Mola le preguntó si eso significaba que había reconocido a Franco como el jefe del movimiento militar aquel le contestó: «Es una cuestión que se resolverá en un momento oportuno. Entre Franco y yo no hay pugnas, ni personalismos. Estamos perfectamente compenetrados, y al dejar el asunto de las adquisiciones de armamento en el extranjero tiene por objeto exclusivamente el evitar una duplicación de gestiones que redundaría en perjuicio del servicio». Según Paul Preston, la decisión de Mola garantizó que Franco, y no él, «dominara el ataque a la capital, con todas sus implicaciones políticas». Pocos días después unos agentes alemanes le comunicaron a Mola que la ayuda de Alemania se tramitaría a través de Franco y siguiendo sus instrucciones. De hecho cuando recibió un nuevo suministro de armas y municiones, el responsable alemán de la operación le dijo que «había recibido órdenes de comunicarle que todas aquellas armas las recibía no de Alemania sino de las manos del general Franco».

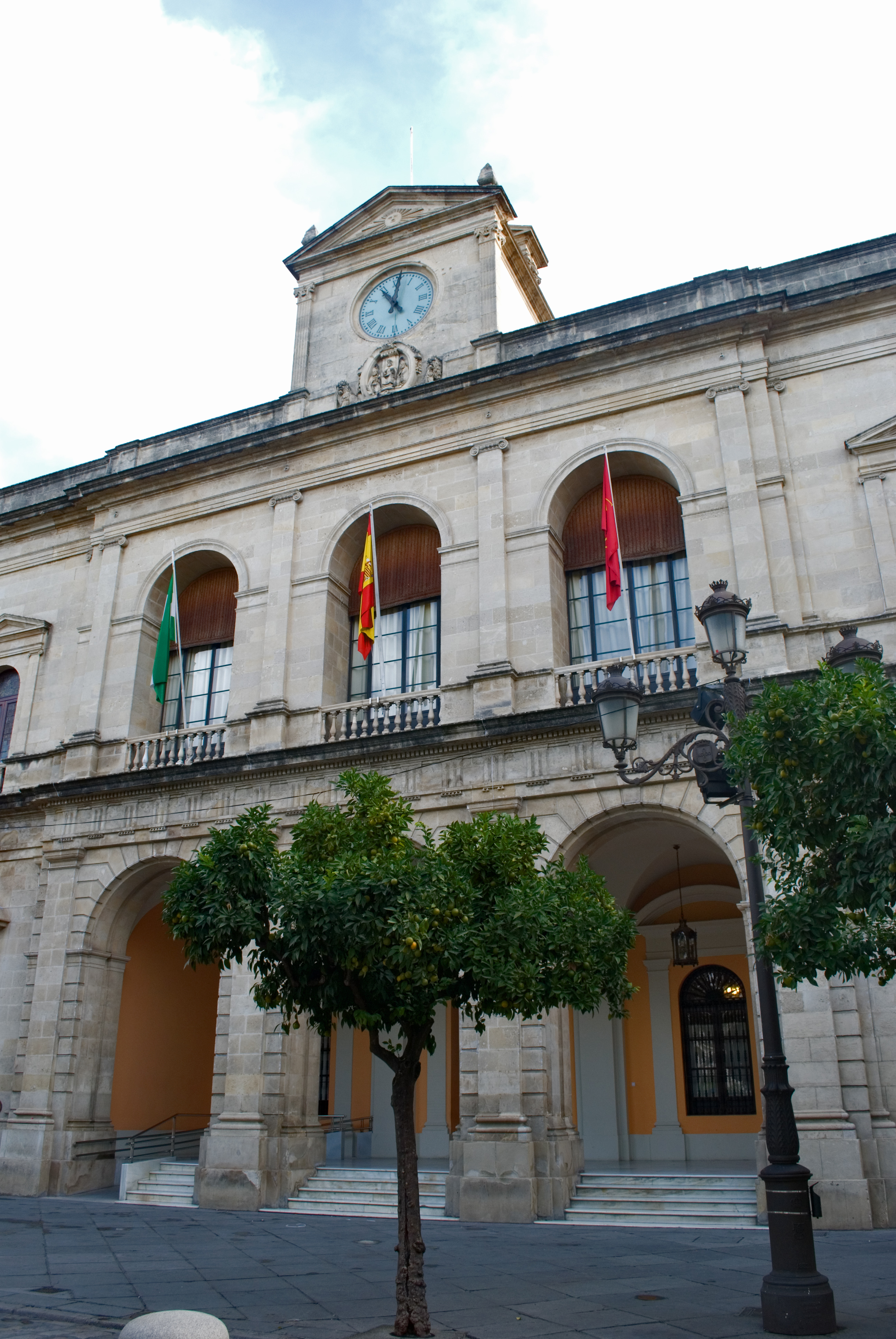
Casa consistorial de Sevilla en cuyo balcón principal el general Franco anunció la decisión de adoptar la bandera monárquica como enseña del bando sublevado.

El 15 de agosto el general Franco tomó la decisión de adoptar la bandera rojigualda como enseña de las fuerzas sublevadas sin consultar ni con Mola ni con la Junta. Los carlistas y los monárquicos alfonsinos lo interpretaron como un primer paso hacia la restauración de la monarquía, pero el general Franco no aludió a nada de esto en el acto de la proclamación. Ésta se hizo desde el balcón principal del ayuntamiento de Sevilla donde el general Franco, al que acompañaban el general Queipo de Llano, el general Millán Astray y el arzobispo de Sevilla Ilundain, besó varias veces la bandera mientras gritaba emocionado a la multitud que se había congregado en la plaza: «¡Aquí la tenéis! ¡Es vuestra! ¡Habían querido arrebatárnosla! Esta es nuestra bandera, aquella que juramos defender, por la que murieron nuestros padres, cien veces cubierta de gloria». Intervinieron a continuación Queipo de Llano, Millán Astray y el escritor monárquico José María Pemán. Este último comparó la guerra con «una nueva guerra de la independencia, una nueva Reconquista, una nueva expulsión de los moros». Dos semanas después la Junta Nacional de Defensa ratificó la decisión. Con este gesto Franco se presentó «ante conservadores y monárquicos como el único elemento seguro entre los principales generales rebeldes».
El 16 de agosto Franco voló a Burgos, donde fue aclamado por la multitud, para mantener una larga entrevista con el general Mola. Hablaron de la necesidad de nombrar un mando único militar y de organizar algún tipo de aparato diplomático y político centralizado, aunque no tomaron ninguna decisión al respecto. Por aquellas fechas los colaboradores de Franco se estaban ocupando de convencer al servicio secreto alemán de que los triunfos militares de Franco lo habían convertido en el «comandante supremo» de las fuerzas rebeldes, un título que comenzó a ser utilizado por parte de la prensa internacional, singularmente por la portuguesa —el cónsul portugués en Sevilla solía referirse a Franco como «el jefe supremo del ejército español»—.

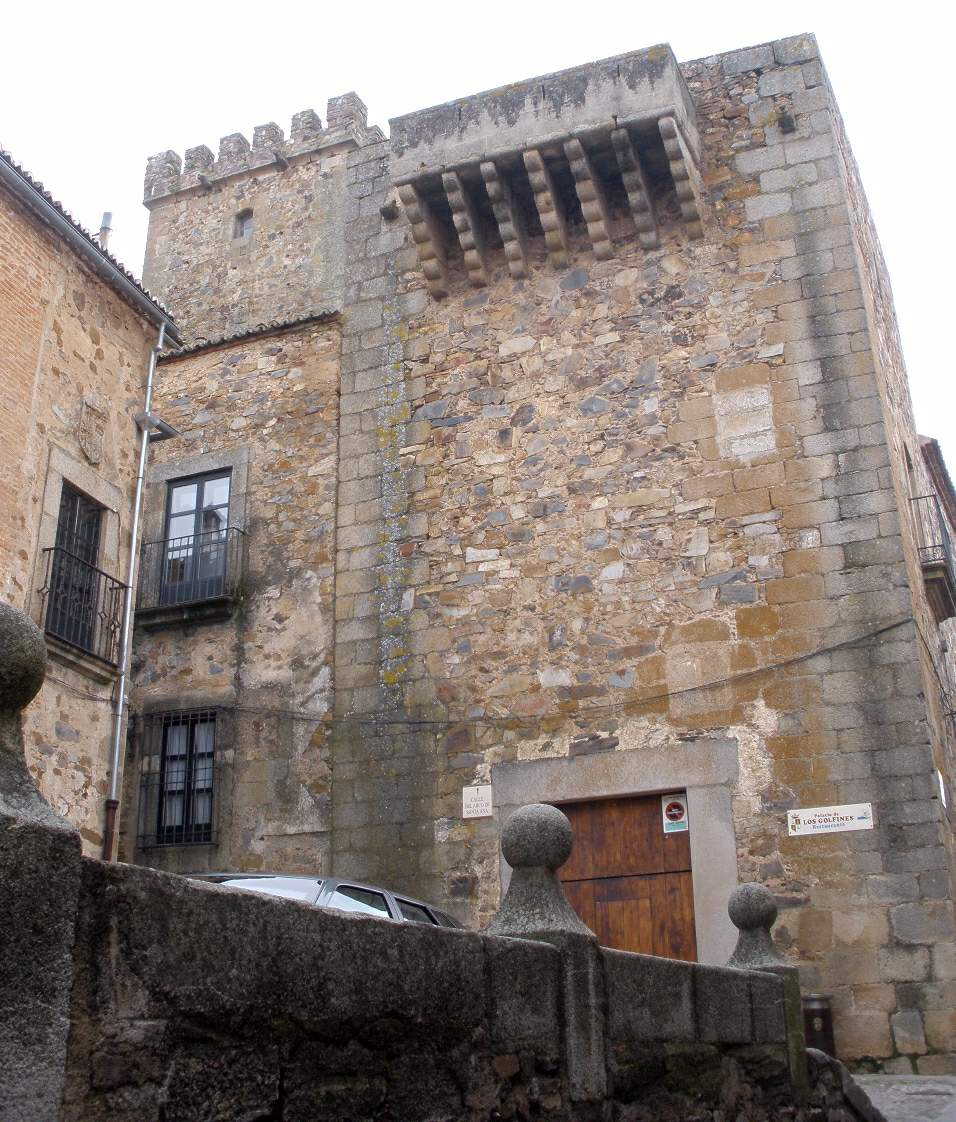
Palacio de los Golfines de Arriba, donde el general Franco estableció su Cuartel General entre el 26 de agosto y el 30 de septiembre de 1936.

El avance de las columnas del Ejército de África le permitió a Franco trasladar su Cuartel General de Sevilla a Cáceres el 26 de agosto. De nuevo escogió como residencia un magnífico palacio: el Palacio de los Golfines de Arriba. Allí constituyó su primer aparato político destinado a negociar con alemanes y con italianos. Lo integraban José Antonio de Sangróniz, al frente de la oficina diplomática; el teniente coronel Lorenzo Martínez Fuset, consejero legal y secretario político; el general José Millán Astray, encargado de la propaganda —y que solía utilizar el término de Caudillo para referirse a Franco—; y el hermano mayor de Franco, Nicolás Franco, que «pronto actuaría como factótum político». Nada más instalarse, los falangistas organizaron una concentración de masas en la que Franco fue aclamado como jefe y salvador de España. Cuando el 3 de septiembre se conoció que las columnas comandadas por el teniente coronel Juan Yagüe habían tomado Talavera de la Reina, hubo una nueva manifestación frente al palacio de los Golfines de Arriba al grito de «¡Franco! ¡Franco! ¡Franco!».

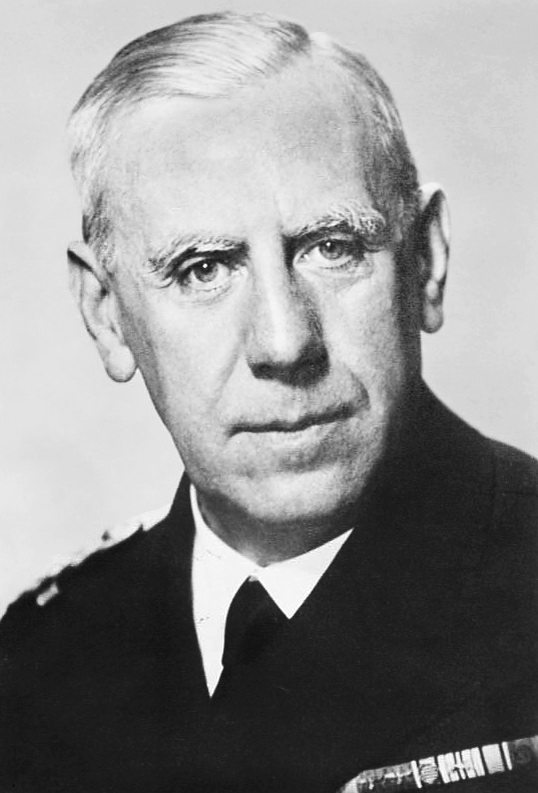
Almirante Wilhelm Canaris, jefe de la Abwehr, acordó con el general Mario Roatta que los suministros alemanes e italianos se canalizarían exclusivamente a través del general Franco, que está «al mando de las operaciones».

El 28 de agosto el jefe de los servicios secretos alemanes, el almirante Canaris, acordó en Roma con su homólogo italiano, el general Mario Roatta, que los suministros italianos también se canalizarían exclusivamente a través Franco, porque, en palabras de Canaris, es él quien «posee el mando supremo de las operaciones». En el informe de un agente alemán en España se decía «que todo debe concentrarse en las manos de Franco para que pueda haber un dirigente que lo mantenga todo unido». Pocos días después de la reunión en Roma el general Roatta presentó sus credenciales ante Franco como jefe de la misión militar italiana, transmitiéndole al mismo tiempo el reconocimiento de facto de Mussolini como jefe del bando sublevado.
A principios de septiembre, tras la toma de Talavera de la Reina y de Irún por las tropas de Franco y de Mola, respectivamente, se formó un nuevo gobierno republicano presidido por el socialista Francisco Largo Caballero. En el bando sublevado este hecho acrecentó la percepción de que era urgente alcanzar un mando único, y el nombramiento de un comandante en jefe se convirtió en ineludible cuando las fuerzas de Mola y de Franco entraron en contacto y se prepararon para la ofensiva final sobre Madrid.
A mediados de septiembre el agente alemán Johannes Bernardt le transmitió a Franco el deseo del gobierno alemán de que fuera él el Jefe del Estado. Cuando Franco se mostró reticente a asumir ese cargo político, Bernhardt le advirtió que si no lo asumía los suministros de guerra alemanes peligrarían y también le informó de que se disponía a viajar a Berlín para informar a Hitler de la situación en España y de que uno de los temas que iban a tratar era el de la jefatura política de la zona sublevada. Antes de irse a Alemania Berhardt se entrevistó con Nicolás Franco, y éste se comprometió a convencer a su hermano.
Nicolás Franco ya formaba parte del grupo de militares que estaban impulsando la candidatura de Franco para que «se convirtiera primero en comandante en jefe y luego en jefe del Estado», lo que según uno de sus miembros más activos, el general Kindelán, se hizo con el conocimiento y la aprobación del propio general Franco. Fue entonces cuando Kindelán propuso que se reunieran la Junta de Defensa Nacional y otros generales —él mismo, más los generales Orgaz y Gil y Yuste, los tres monárquicos y leales a Franco— para que se abordara el tema. Fue el general Franco el que finalmente pidió la reunión.
La fecha fijada fue el 21 de septiembre. Ese día las columnas africanas al mando del coronel Juan Yagüe tomaban Maqueda, donde la carretera se bifurca hacia el norte para ir a Madrid y hacia el este para ir a Toledo, cuyo Alcázar llevaba dos meses sitiado por las tropas y milicias republicanas, por lo que se había convertido en el símbolo del heroísmo del bando sublevado.

## Nombramiento

### La reunión del 21 de septiembre: Franco, «Generalísimo»
La reunión de los mandos militares sublevados tuvo lugar el 21 de septiembre en uno de los barracones del aeródromo de Salamanca habilitado en una finca propiedad del ganadero taurino Antonio Pérez Tarbernero. Un folleto conmemorativo editado en 1961 por la Jefatura Provincial del Movimiento de Salamanca lo llamó La ermita del Caudillo.
Asistieron los generales y jefes de la Junta de Defensa Nacional, con el añadido de los generales Orgaz, Gil y Yuste y Kindelán. Allí los reunidos discutieron sobre la necesidad del mando único de las fuerzas sublevadas y nombraron para el cargo al general Franco pues era quien mandaba el ejército que estaba a punto de conseguir la entrada en Madrid —el Ejército de África se encontraba en Maqueda a sólo 80 kilómetros de la capital— y el que había obtenido la ayuda de la Alemania nazi y de la Italia fascista, y que venía tratando con ellos. También influyó el que los otros candidatos posibles quedaran descartados —Cabanellas, por masón; Queipo de Llano, por ser republicano; Mola, porque el avance de sus columnas hacia Madrid había fracasado—. Además el general Franco era «el más cauto, el menos ideologizado, el más neutro de todos ellos en cuestión de régimen». Todos los generales reunidos votaron a Franco excepto Cabanellas que se abstuvo y que más tarde comentó:

Ustedes no saben lo que han hecho, por que no lo conocen [al general Franco] como yo, que lo tuve a mis órdenes en el Ejército de África como jefe de una de las unidades de la columna a mi mando; y si, como quieren, va a dársele en estos momentos España, va a creerse que es suya y no dejará que nadie lo sustituya en la guerra ni después de ella, hasta su muerte.

Se decidió no hacer público el nombramiento hasta que la Junta de Defensa Nacional lo ratificara formalmente, lo que, según Paul Preston, reflejaba las dudas que albergaban los generales sobre el paso que habían dado. Sin embargo, Luis Suárez Fernández afirma que se decidió mantenerlo en secreto porque no se había resuelto la cuestión de los poderes políticos que iba a tener el Generalísmo, lo que se decidiría en una segunda reunión a celebrar en una fecha próxima. Hugh Thomas, por su parte, dice que la demora en la promulgación del decreto se debió a que Cabanellas intentaba conjurar la amenaza de una dictadura personal.

### La reunión del 28 de septiembre: Franco, «Jefe del Gobierno del Estado, mientras dure la guerra»

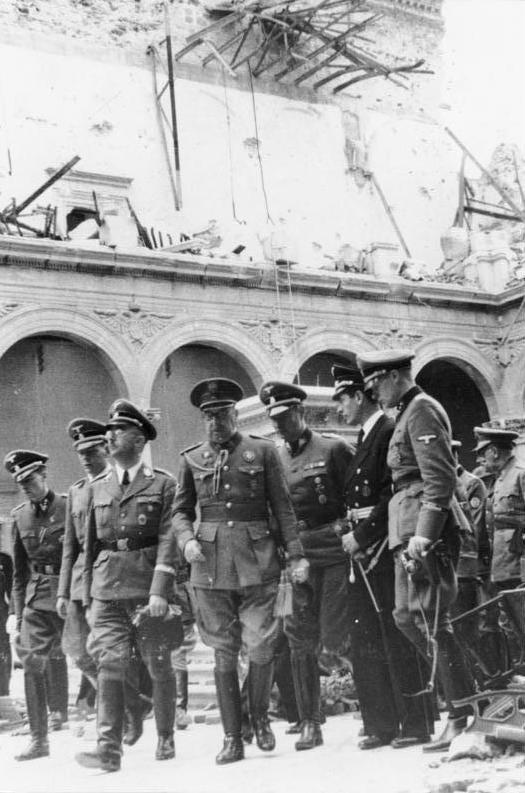
La liberación del Alcázar de Toledo se convirtió en un símbolo para el autodenominado bando nacional. En la fotografía Heinrich Himmler visita el Alcázar de Toledo en octubre de 1940 acompañado del entonces general Moscardó.

Una vez decidido el mando único en el terreno militar aún quedaba por dilucidar el mando político. «La simple elección [del general Franco] como primus inter pares no era más que un paso en la ruta hacia el poder absoluto y aún quedaba mucho camino que recorrer».
Antes de que se abordara la cuestión del mando político el general Franco tomó una decisión estratégica que tendría una gran trascendencia militar y política. Ordenó a las columnas que habían tomado Maqueda el 21 de septiembre que en lugar de continuar el avance hacia Madrid se desviaran hacia Toledo para liberar el Alcázar del cerco de dos meses al que llevaban sometidos un millar de guardias civiles y falangistas además de algunos cadetes de la Academia de Infantería al mando de su director, el coronel Moscardó, y que tenían retenidos «como rehenes a mujeres y niños de conocidos militantes de izquierda». El 27 de septiembre lograron su objetivo y al día siguiente su jefe, el general Varela, entraba en el Alcázar donde era recibido por el coronel Moscardó con un lacónico «Sin novedad en el Alcázar, mi general».
Se ha discutido mucho sobre por qué el general Franco tomó una decisión que tendría una gran trascendencia militar pues retrasó el asalto a Madrid, dando tiempo a los republicanos a que reorganizaran sus defensas y a que llegaran a tiempo los tanques y los aviones enviados por la Unión Soviética así como las primeras unidades de las Brigadas internacionales, pero existe un amplio consenso sobre el rédito político y propagandístico que supuso para Franco la liberación del Alcázar de Toledo. El propio Franco dio una pista de los motivos de su decisión en unas declaraciones que hizo a un periodista portugués en diciembre de 1936 —cuando Madrid seguía resistiendo—: «Cometimos un error militar y lo cometimos deliberadamente. Tomar Toledo exigía que desviáramos nuestras fuerzas de Madrid. Para los nacionales españoles, Toledo representaba un tema político que había que resolver».
En la tarde del domingo 27 de septiembre, en cuanto se conoció la noticia de la liberación del Alcázar, el coronel Yagüe —relevado del mando y ascendido tras la toma de Maqueda— se dirigió a la multitud desde el balcón del Palacio de los Golfines de Arriba ensalzando a Franco, que se encontraba a su lado: «Mañana tendremos en él a nuestro Generalísimo, el jefe del Estado; que ya era tiempo que España tuviese un jefe de Estado con talento». El general Millán Astray también intervino para decir: «Nuestro pueblo, nuestro ejército, guiado por Franco, está en el camino de la victoria». A continuación desfilaron unidades de Falange y de la Legión mientras una banda tocaba el Cara al Sol y El novio de la muerte y la multitud gritaba: «¡Franco, Franco, Franco!». El acontecimiento fue relatado al día siguiente por todos los periódicos de la zona sublevada.
Esa misma tarde Nicolás Franco y Alfredo Kindelán prepararon el borrador de decreto que presentarían al día siguiente en la reunión que iban a celebrar en Salamanca los mismos generales que habían nombrado a Franco Generalísimo para decidir los poderes políticos que se le iban a otorgar. En los días anteriores habían insistido sobre Franco, junto con el coronel Yagüe, para que asumiera también la jefatura del Estado, en un momento en que el decreto de su nombramiento como Generalísimo seguía sin publicarse.
Cuando Franco bajó del avión en el aeródromo de Salamanca donde iba a celebrarse la reunión fue recibido por una guardia de honor dispuesta por Nicolás Franco y por el general Kindelán. Durante la mañana los generales presentes, especialmente Mola y Queipo de Llano, e incluso Orgaz, se mostraron renuentes a abordar el tema de los poderes políticos que se iban a otorgar al Generalísimo. A pesar de ello, el general Kindelán —quien en sus memorias reconoció que su propuesta tuvo «mala acogida» y que se encontró «poco apoyado»— les leyó el borrador de decreto que había preparado con Nicolás Franco el día anterior y en el que se decía que el Generalísimo asumiría la función de Jefe del Estado «mientras dure la guerra». Los generales reaccionaron con frialdad ante la propuesta y Cabanellas pidió tiempo para estudiar el decreto. A mediodía decidieron parar para comer y tras el almuerzo los partidarios de Franco lograron convencer al resto «con una mezcla de halagos y veladas amenazas, cuyos pormenores no han quedado claros», influidos también por la victoria alcanzada en Toledo. A la una de la tarde, el general Franco había recibido el informe del general Varela sobre la toma de Toledo y la liberación del Alcázar. Se acordó nombrar a Franco «Jefe del Gobierno del Estado español, mientras dure la guerra». A la salida de la reunión el general Franco comentó: «Este es el momento más importante de mi vida».

### El decreto de la Junta de Defensa Nacional: Franco, «Jefe del Gobierno del Estado»
El general Cabanellas, como presidente de la Junta de Defensa Nacional, quedó encargado de publicar el decreto dos días después. Durante la noche Cabanellas, que aún albergaba dudas, habló por teléfono con los generales Queipo de Llano y Mola, que habían vuelto a sus respectivos cuarteles generales. El primero le dijo, según el testimonio del hijo de Cabanellas: «Franco es un canalla. No es ni será hombre de mi simpatía. Hay que seguirle el juego hasta reventar». Mola, por su parte, le dijo que no veía otra alternativa que la proclamación de Franco. Mola comentó más adelante en privado que lo acordado habría de ser «políticamente revisado cuando termine la guerra». Pero Mola murió en un accidente de aviación en junio de 1937, dos años antes del final del conflicto.
Cabanellas, que había regresado a Burgos, encargó la redacción del decreto al jurista y catedrático José Yanguas Messía aunque en su redacción definitiva también intervino Nicolás Franco. Pero el decreto n.º 138 de la Junta de Defensa Nacional publicado el 30 de septiembre introdujo dos cambios sustanciales sobre lo acordado en la reunión: la apostilla «mientras dure la guerra» había sido suprimida, y al nombramiento como «Jefe del Gobierno del Estado Español» se le añadía «quien asumirá todos los poderes del nuevo Estado».
Se ha afirmado que fue el propio Franco el que suprimió la acotación «mientras dure la guerra» —este inciso a Franco «le molestó profundamente»— y añadió «quien asumirá todos los poderes del Estado» o su hermano Nicolás Franco, lo que según algunos historiadores —como Brian Crozier, Stanley G. Payne, Shlomo Ben Ami o Sergio Vilar— constituyó un verdadero golpe de Estado. Julio Aróstegui, afirma que fue obra de «una localizada y bien dirigida conspiración profranquista». Paul Preston sostiene, en cambio, que «no era necesario tal amaño. Convertido en jefe del gobierno del Estado español, Franco simplemente se refería a sí mismo como jefe del Estado y, como tal, se atribuía plenos poderes». Gabriel Jackson, advierte, que «en tiempos de guerra, pocas personas se fijan en los cambios ligeros de fraseología». Un punto de vista que es compartido por Javier Tusell: «en los momentos de guerra que se vivían, con una exaltación personalista que convirtió a Franco en generalísimo y caudillo, nadie parece haber reparado en la denominación de su cargo». Hugh Thomas es el único historiador que afirma, sin embargo, que en el decreto que aprobaron los generales ya no figuraba la apostilla «mientras dure la guerra», aunque reconoce que la acotación de que Franco asumía «todos los poderes del Estado» fue añadida después.
El mismo día de la publicación del decreto el general Franco visitó el Alcázar de Toledo en ruinas donde el coronel Moscardó volvió a repetir la frase que se haría célebre: «Sin novedad en el Alcázar». Los noticiarios difundieron las imágenes por las salas de cine de todo el mundo, lo que convirtió al general Franco en una figura internacional, y en la zona sublevada en el salvador de los héroes sitiados. Sin esperar a la publicación del Decreto que lo iba a nombrar Jefe del Gobierno del Estado y Generalísimo, comenzó a ejercer como tal y le anunció a Moscardó y a los defensores del Alcázar que les sería concedida la Gran Cruz Laureada de San Fernando. «Ahora sí que hemos ganado la guerra», añadió.

### Investidura del 1 de octubre: Franco, «Jefe del Estado»

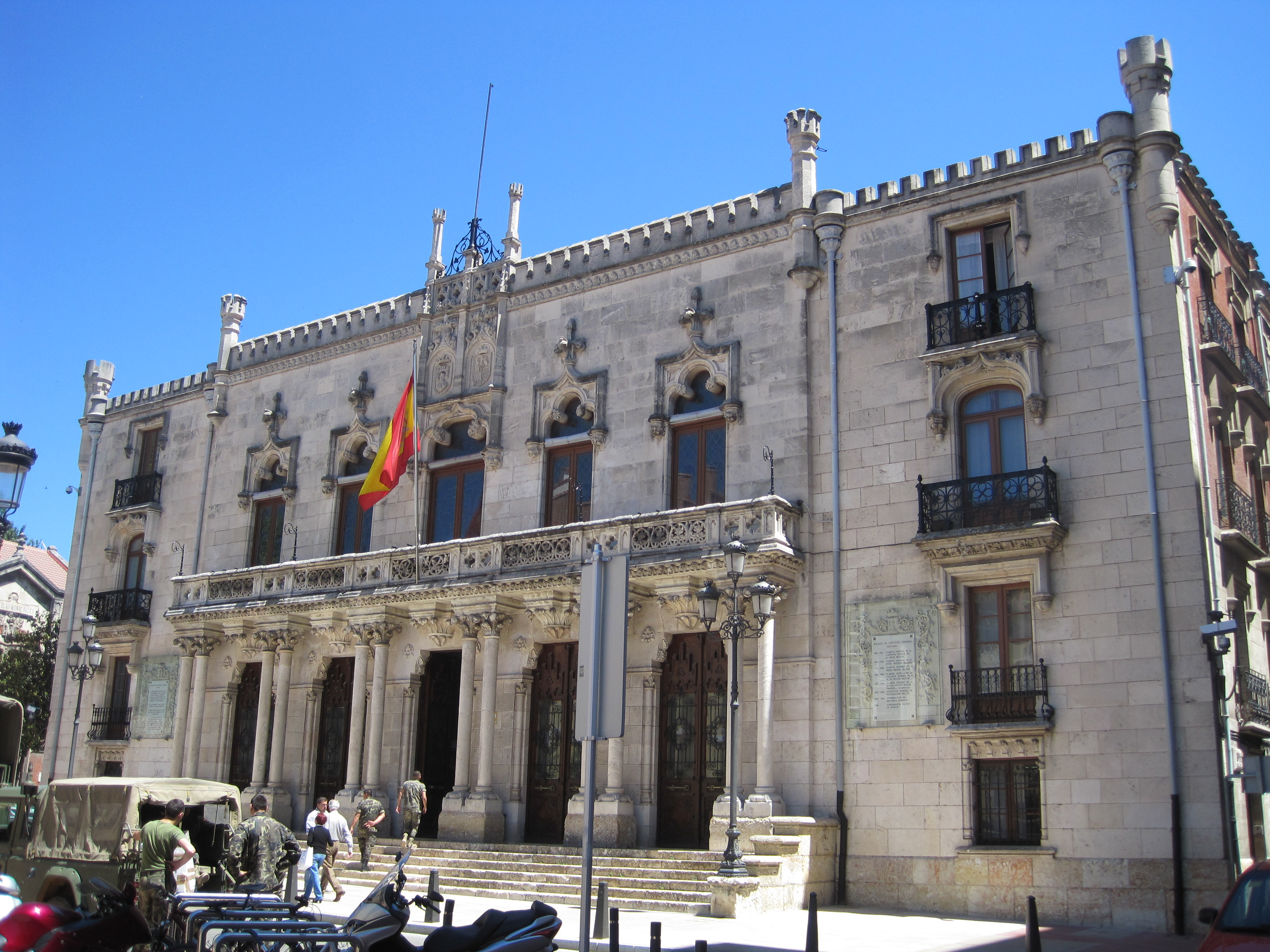
Fachada del Palacio de Capitanía General (Burgos).

La prensa de la zona sublevada publicó que Franco había sido nombrado «Jefe del Estado», y sólo el carlista Diario de Navarra se refirió a Franco como «jefe del gobierno del Estado español».
La solemne ceremonia de la investidura tuvo lugar el 1 de octubre en el salón del trono de la Capitanía General de Burgos. A su llegada Franco fue recibido por una guardia de honor formada por unidades del Ejército, de Falange y del Requeté, y la multitud congregada en la plaza frente a la capitanía lo saludó con aplausos y vítores. En el salón del trono se encontraban los representantes diplomáticos de los Estados que apoyaban al bando sublevado, la Alemania nazi, la Italia fascista y el Portugal salazarista. Allí el general Cabanellas le cedió formalmente los poderes de la Junta Nacional de Defensa reconociéndolo como «Jefe del Estado Español» —no como «Jefe del Gobierno del Estado Español» como rezaba el decreto publicado el día anterior—. Cabanellas dijo:

Señor Jefe del Estado Español. En nombre de la Junta de Defensa Nacional, os entrego los Poderes absolutos del Estado.

El general Franco respondió:

Mi general, señores generales y jefes de la Junta: Podéis estar orgullosos, recibisteis una España rota y me entregáis una España unida en un ideal unánime y grandioso. La victoria está de nuestro lado. Ponéis en mis manos España y yo os aseguro que mi pulso no temblará, que mi mano estará siempre firme… Me tengo que encargar de todos los poderes

Finalizada la ceremonia el Generalísimo y Jefe del Estado salió al balcón de la capitanía para dirigirse a la multitud que lo recibió con el saludo fascista y con gritos de «¡Franco, Franco, Franco!» —según Hugh Thomas, Franco pronunció su discurso desde el balcón del ayuntamiento de Burgos— Su alocución fue radiada a toda la zona sublevada y en ella no aludió a la restauración de la monarquía, ni a ningún sistema político concreto, sino que dijo que se proponía establecer «un régimen jerárquico de armonioso funcionamiento», en lugar de utilizar el término dictadura, como sí lo había hecho el general Primo de Rivera trece años antes. La razón de no emplear la palabra «dictadura», según Julio Aróstegui, se debió a que el término se asocia con un régimen transitorio, de emergencia, que ha de dar paso a uno definitivo —ese fue el sentido que le dio Mola cuando durante la preparación del golpe habló de establecer una «dictadura republicana»—. Luis Suárez Fernández, coincide con Aróstegui: «Los periódicos, al hacer crónica de la jornada [del 1 de octubre], se refirieron a Franco como el Dictador, cosa que a éste no gustaba, por el sentido de provisionalidad que toda dictadura lleva consigo».
Por la noche a través de Radio Castilla, la emisora oficial del bando sublevado, Franco afirmó que su proyecto era constituir un Estado totalitario, «el Estado nuevo». «España se organiza dentro de un amplio concepto totalitario de unidad y continuidad», dijo.
De hecho una de sus primeras decisiones fue enviar un telegrama halagador a Hitler, quien le respondió por medio de su representante ante los sublevados a quien Franco le expresó su «afectuoso agradecimiento» por el gesto de Hitler y su «total admiración por él y por la nueva Alemania». También mostró su gratitud a Hitler por «su valiosa ayuda moral y material» y añadió que esperaba colaborar con él para defender la causa de la civilización. Por otro lado le aseguró que la caída de Madrid estaba próxima. Las fuerzas políticas que apoyaban la sublevación no protestaron por el cambio político que se acababa de producir, sólo un pequeño sector de la Falange reaccionó con irritación.
El primer decreto que promulgó, constituyendo la Junta Técnica del Estado, lo firmó como «Jefe del Estado», que fue el título que utilizó durante sus 39 años de dictadura. La secretaría general que creó inmediatamente y que ocupó su hermano mayor, Nicolás Franco, la llamó precisamente «Secretaría General del Jefe del Estado». Asimismo la respuesta que envió el 2 de octubre al cardenal primado Isidro Gomá y Tomás por su telegrama de felicitación comenzaba diciendo: «Al asumir la Jefatura del Estado Español con todas sus responsabilidades…».

Escudo de la Casa Civil del Jefe del Estado creada en 1938.

También se rodeó del ceremonial de un Jefe de Estado. Se dotó de una escolta, la Guardia Mora que mantendría hasta 1957, y a las dos semanas ya se exigía a los visitantes del Cuartel General de Salamanca que asistieran a las audiencias con chaqué. Por otro lado, la foto de Franco apareció en todas las dependencias oficiales y en las escuelas, y también en las oficinas y en las tiendas, a veces a acompañada de la divisa: «los Césares eran generales invictos. ¡Franco!».
Una Junta Técnica del Estado sustituyó a la disuelta Junta de Defensa Nacional y para presidirla el Generalísimo nombró al general Dávila. Se trataba de un órgano administrativo compuesto de siete Comisiones que ejercían las funciones de los Ministerios tradicionales. Continuó con la obra de reestructuración social que había empezado la Junta de Defensa Nacional ocupándose de todo tipo de cuestiones, «desde la contrarreforma agraria, con devolución de fincas a sus antiguos propietarios, hasta la depuración de funcionarios no afectos,... La intención clara era la de rectificar toda la legislación republicana volviendo las cosas a su punto anterior». Las cuestiones militares quedaron fuera de sus competencias, que correspondían íntegramente al Generalísimo.

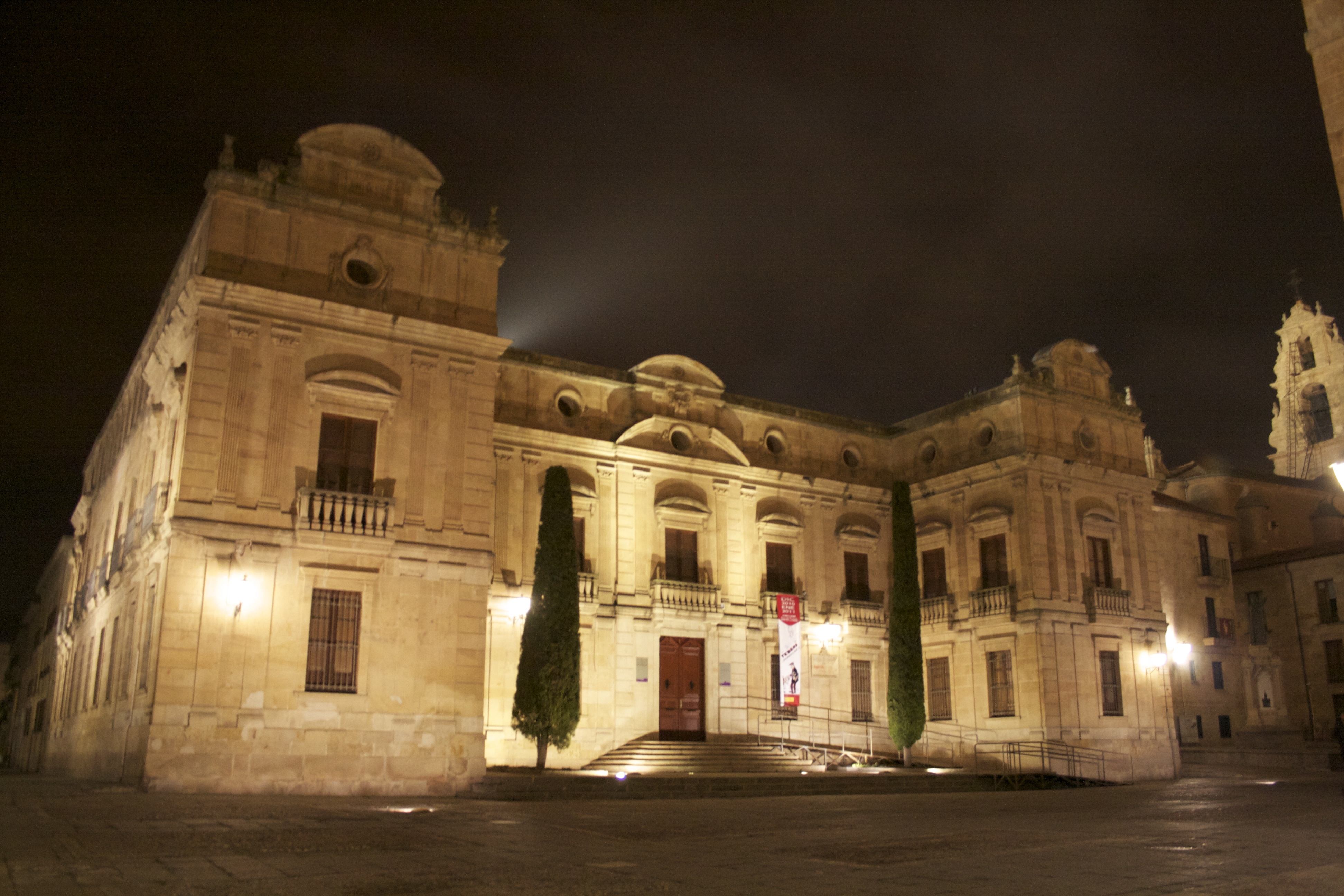
Palacio episcopal de Salamanca, sede del Cuartel General del Generalísimo Franco dese de su proclamación como Jefe del Estado el 1 de octubre de 1936 hasta el final de la guerra civil

La sede de la Junta Técnica del Estado se estableció en Burgos, que así se convirtió en la capital administrativa del nuevo régimen —aunque había departamentos que se encontraban en otras ciudades castellanas— pero la capital política de la autodenominada «España nacional» era Salamanca donde residía el poder militar, pues allí se encontraba el Cuartel General del "Generalísimo" Franco.

### Franco, «Caudillo»
El día anterior a la investidura de Franco, el obispo de Salamanca Enrique Pla y Deniel hizo pública una pastoral titulada Las dos ciudades en la que presentaba la guerra civil como «una cruzada por la religión, la patria y la civilización» —fue la primera vez que se utilizó la palabra «cruzada» para referirse a la guerra civil—, dando una nueva legitimidad a la causa de los sublevados: la religiosa. Así el Generalísimo, no sólo era el «jefe y salvador de la Patria», sino también el Caudillo de una nueva Cruzada en defensa de la fe católica y del orden social anterior a la República. De hecho la pastoral fue aprobada y retocada por el propio general Franco antes de ser hecha pública. La idea de que la guerra era una «cruzada» se había ido gestando desde el inicio de la guerra, como se aprecia en el informe confidencial que envió al Vaticano el cardenal primado Isidro Gomá el 13 de agosto en el que decía: «Puede afirmarse que en la actualidad luchan España y la anti-España, la religión y el ateísmo, la civilización cristiana y la barbarie».
El día de la investidura el cardenal Gomá le envió a Franco un telegrama de felicitación y éste en su contestación, después de decirle que «no podía recibir mejor auxilio que la bendición de Vuestra Eminencia», le pidió que rogara a Dios en sus oraciones para que «me ilumine y dé fuerzas bastantes para la ímproba tarea de crear una nueva España de cuyo feliz término es ya garantía la bondadosa colaboración que tan patrióticamente ofrece Vuestra Eminencia cuyo anillo pastoral beso». El obispo Pla y Deniel le cedió a Franco su palacio episcopal en Salamanca para que lo utilizara como su Cuartel General. Además Franco recibió el privilegio de entrar y salir de las iglesias bajo palio, algo reservado a los reyes de España.

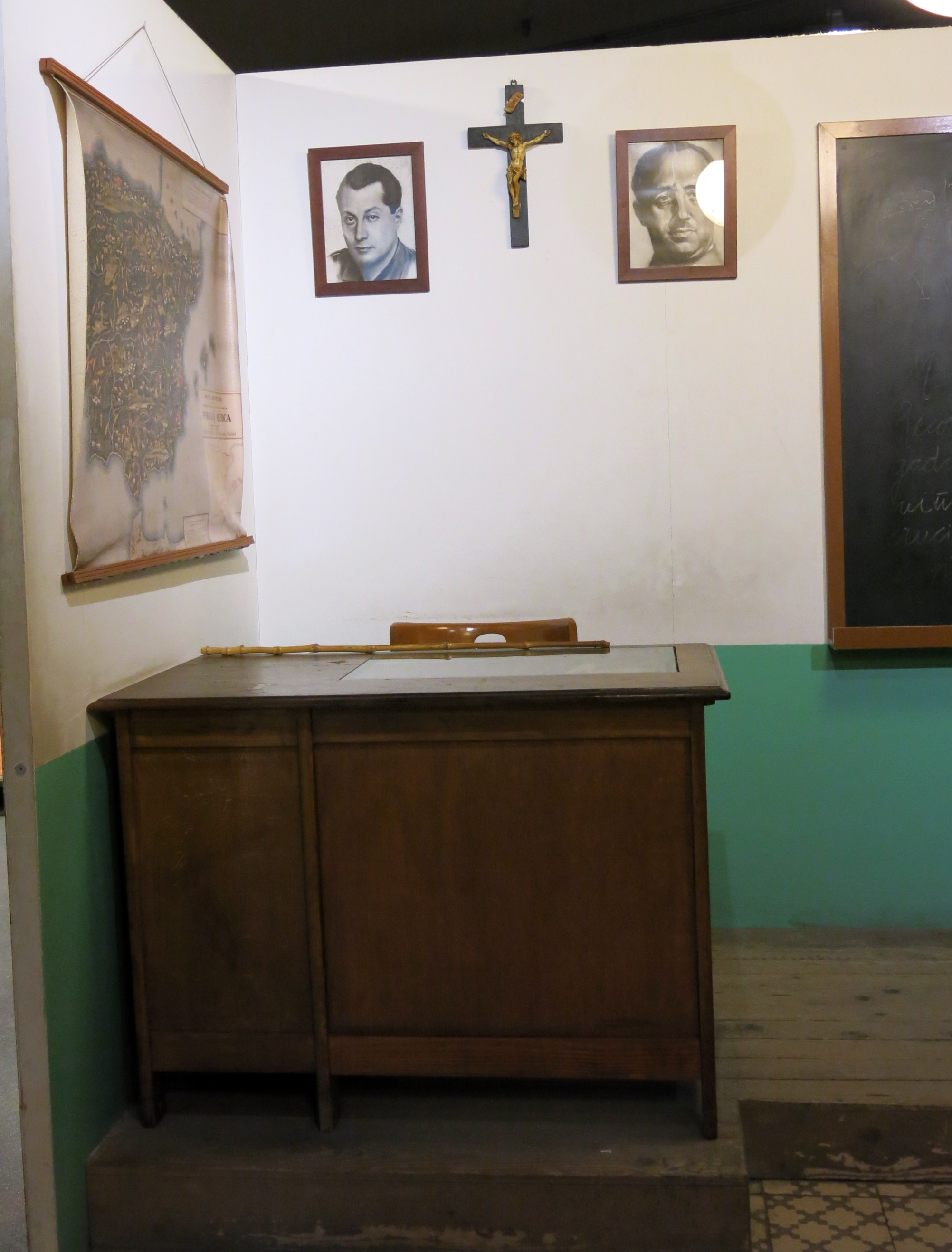
Reproducción de un aula de una escuela franquista presidida por el crucifijo y los retratos de Franco y de José Antonio (Museo de Historia de Cataluña).

Nada más ser investido como Generalísimo y Jefe del Estado se inició una campaña de propaganda para ensalzar su figura como Caudillo, un título equivalente al de Führer y Duce empleados por Hitler y Mussolini, respectivamente, y que rememoraba a los jefes guerreros medievales de la Reconquista como El Cid y don Pelayo. Además todos los periódicos de la zona sublevada fueron obligados a incluir en su cabecera el lema «Una patria, un Estado, un Caudillo», que reproducía el eslogan nazi Ein Volk, ein Reich, ein Führer, y en sus apariciones en público el Generalísimo era aclamado al grito de «¡Franco! ¡Franco! ¡Franco!».
El título de Caudillo fue oficial a partir de diciembre de 1936.

## Consecuencias
Con la investidura del general Franco como «Generalísimo» de las fuerzas sublevadas y como «Jefe del Gobierno del Estado» —aunque el título que adoptó fue el de «Jefe del Estado»— se cerró la etapa de cierta provisionalidad que representó la Junta de Defensa Nacional y quedó instaurada una dictadura de carácter personal.
Después del fracaso de la toma de Madrid —entre noviembre de 1936 y marzo de 1937— y con la perspectiva de que la guerra iba a ser larga el Generalísimo Franco, con la ayuda de su cuñado Ramón Serrano Suñer, comenzó a configurar la organización política del «Nuevo Estado» de la zona sublevada. El primer paso fue el Decreto de Unificación de abril de 1937 por el que todas las fuerzas políticas que apoyaban el «alzamiento nacional», y singularmente los falangistas y los carlistas que eran quienes con sus milicias más estaban contribuyendo a la guerra, fueron integradas bajo un único partido denominado Falange Española Tradicionalista y de las JONS. El paso siguiente fue el nombramiento el 30 de enero de 1938 de su primer gobierno que sustituyó a la Junta Técnica del Estado.
La construcción del «Nuevo Estado» fue acompañada de la destrucción de todo lo que tuviera que ver con la República. Así en la zona sublevada, al contrario de lo que estaba sucediendo en la zona republicana —en la que se había desencadenado la revolución—, se procedió a una "contrarrevolución", llevándose a cabo «una sistemática represión de las personas, las organizaciones y las instituciones que en alguna forma, real o, incluso, imaginaria, pudieran entenderse ligadas a esa República revolucionaria, o en manos de revolucionarios, a la que se decía combatir». «En ese camino Franco contó con el apoyo y bendición de la Iglesia católica. Obispos, sacerdotes y religiosos comenzaron a tratar a Franco como un enviado de Dios para poner orden en la ciudad terrenal y Franco acabó creyendo que, efectivamente, tenía una relación especial con la divina providencia».